# Imprægnering
Imprægnering eller trykimprægnering betegner den proces, hvorved et (eller flere) kemikalier bringes ind i et træmateriale for at øge træets holdbarhed. Dette udføres industrielt i et trykkammer, hvor træemnet lægges i en opløsning, der indeholder det (eller de) pågældende kemikalie. Ved at påføre vacuum trækkes luft ud af emnet, hvorefter et tryk kan påføres så opløsningen trænger ind i emnet. I lokale eller private samenhænge gennemføres imprægnering i form af påsmøring eller maling med en imprægneringvæske eller maling, der indeholder kemikalier med tilsvarende effekter.
Formålet er sædvanligvis at øge træets modstandsdygtighed mod biologisk nedbrydning (af fx svampe eller insekter) og/eller at mindske træets affinitet overfor fugt.
Traditionelt bruges som kemikalier kobberforbindelser, som giver det imprægnerede træ en grønlig farve ofte sammen med krom- eller arsenforbindelser. En anden mulighed, der blev brugt til sveller, var kreosot. Krom, arsen og kreosot er ikke længere tilladte i Danmark. I stedet bruges borforbindelser eller organiske svampemidler. Alternative og mere miljøvenlige metoder findes som fx imprægnering med furfurylalkohol (og en kemisk katalysator), der under efterfølgende opvarmning danner en polymer i træcellerne. Sådant "furfuryleret" træ er typisk brunligt i farven og modstandsdygtigt overfor biologisk nedbrydning.